# Men of Harlech

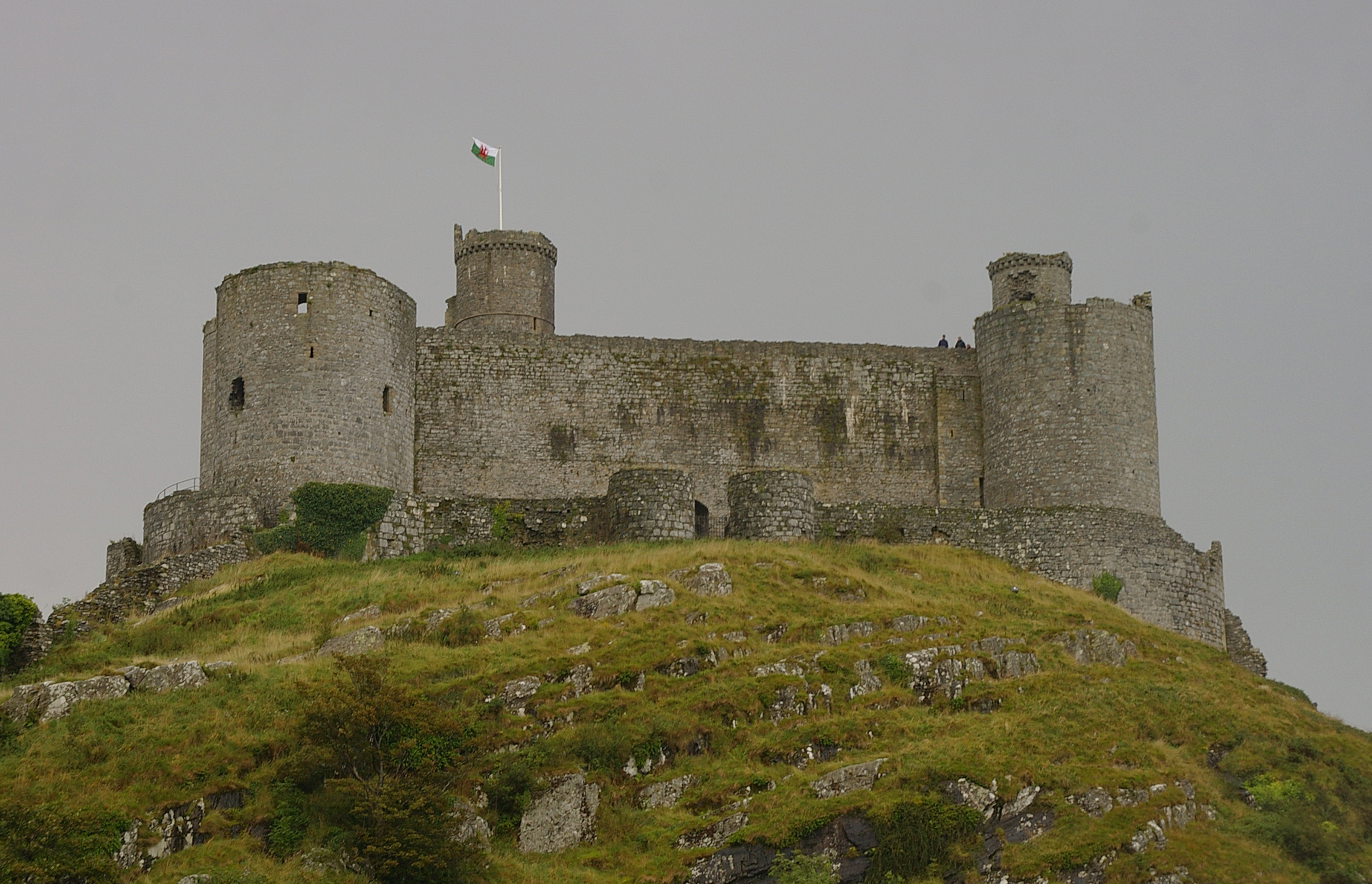
Замок Харлек

«Men of Harlech» или «The March of the Men of Harlech» (валл. Rhyfelgyrch Gwŷr Harlec; досл.: «Люди Харлека») — валлийская патриотическая песня и военный марш. Посвящён осаде замка Харлек, самой продолжительной в истории Британских островов, длившейся семь лет. Осада закончилась взятием крепости в 1468 году. В связи с этим марш имеет ещё одно название — «Through Seven Years». Существует также предположение, что песня была создана в память о другой осаде замка, проходившей в 1408—1409 годах, когда будущий король Англии Генрих V отбил Харлек у Оуайна Глиндура.
«Men of Harlech» имеет большое значение для валлийской национальной культуры. Песня получила известность благодаря исполнению в историческом фильме «Зулусы», где её спели британские солдаты перед сражением у Роркс-Дрифт.

## История
Музыка марша была впервые опубликована в 1794 году под названием валл. Gorhoffedd Gwŷr Harlech — англ. March of the Men of Harlech в составе второго издания сборника «Музыкальные и поэтические следы валлийских бардов» (англ. The Musical and Poetical Relicks of the Welsh Bards), тогда ещё без слов. Мелодия была основана на ещё более старинном народном мотиве. Самая ранняя версия марша со словами известна по листовке, отпечатанной около 1830 года. Первый вариант песни с текстом слов на валлийском языке появился в 1860 году в составе сборника «Жемчужины валлийских мелодий» (англ. Gems of Welsh Melody), который отредактировал и издал валлийский поэт Джон Оуэн. В этой публикации также присутствовала песня «Hen Wlad fy Nhadau», ставшая впоследствии гимном Уэльса. Новые слова на валлийском были написаны поэтом Джоном Джонсом более известным под псевдонимом валл. Talhaiarn в 1862 году. Его текст слов вместе с английским вариантом Томаса Олифанта вошли во вторую часть сборника «Валлийские мелодии» (англ. Welsh Melodies).

## Использование

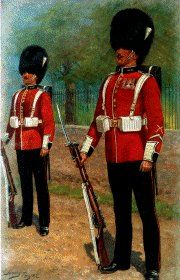
Уэльская гвардия

### В вооруженных силах
«Men of Harlech» широко распространён в британской армии, особенно в полках исторически связанных с Уэльсом. В качестве медленного марша «Men of Harlech» используется в таких подразделениях, как Уэльская гвардия и 9-й/12-й Принца Уэльского Королевский уланский полк.

### В кинематографе
В фильмах марш впервые прозвучал в картине «Как зелена была моя долина» (1941 г.). Однако самым знаменитым появлением песни в кинематографе стало её исполнение в фильме «Зулусы» (1964 г.), при этом для него специально были написаны новые слова. Британские солдаты спели её в ответ на боевые песни зулусов и стук щитов.
Песня также прозвучала в вестерне «Барабаны апачей» (1951 г.) и в кинодраме «Кукуруза зелена» (1945 г.). Наконец, «Men of Harlech» исполняется в фильме 1995 года «Англичанин, который поднялся на холм, а спустился с горы». Инструментальная версия марша также используется в мистической кинодраме «Пикник у Висячей скалы» (1975 г.).

### Прочее
Адаптированные версии используются в качестве гимнов валлийских футбольных клубов, а также школ по всему миру.
«Men of Harlech» был частью заставочной музыки телеканала Teledu Cymru в начале 1960-х и до 2006 года использовался в Radio 4 UK Theme на BBC.
Эту песню пел перед смертью вице-президент банка Morgan Stanley по безопасности Рик Рескорла, эвакуируя персонал из Всемирного торгового центра в Нью-Йорке во время терактов 11 сентября 2001 года.

## Текст песни
| Из кинофильма «Зулусы». (одна из английских версий) Men of Harlech stop your dreaming Can’t you see their spear points gleaming See their warrior’s pennants streaming To this battle field Men of Harlech stand ye steady It cannot be ever said ye For the battle were not ready Stand and never yield From the hills rebounding Let this war cry sounding Summon all at Cambria’s call The mighty force surrounding Men of Harlech onto glory This shall ever be your story Keep these fighting words before ye Cambria (Welshmen never) will not yield | Джон Джонс (версия на валлийском языке) Wele goelcerth wen yn fflamio A thafodau tân yn bloeddio Ar i’r dewrion ddod i daro, Unwaith eto’n un. Gan fanllefau’r tywysogion, Llais gelynion, trwst arfogion, A charlamiad y marchogion, Craig ar graig a grŷn. Arfon byth ni orfydd, Cenir yn dragywydd; Cymru fydd fel Cymru fu, Yn glodus ym mysg gwledydd. 'Ngwyn oleuni’r goelcerth acw, Tros wefusau Cymro’n marw, Annibyniaeth sydd yn galw, Am ei dewraf dyn. |